# Cyclopina esilis
Cyclopina esilis – gatunek widłonoga z rodziny Cyclopinidae.
Gatunek ten opisał w 1938 roku włoski biolog morski Alessandro Brian (1873–1969). Okazy typowe zebrano w maju i czerwcu 1920 roku wśród alg morskich litoralu w Quarto dei Mille (Genua, Włochy).